# Новоорловск (городское поселение)
Городско́е поселе́ние «Новоорло́вск» (бур. Шэнэ Бүргэдын hомон) — муниципальное образование в Агинском районе Агинского Бурятский округа в Забайкальском крае Российской Федерации.
Единственный населённый пункт — посёлок городского типа Новоорловск.

## Население
| 2008  | 2009  | 2010  | 2011  | 2012  | 2013  | 2014  |
| ----- | ----- | ----- | ----- | ----- | ----- | ----- |
| 3800  | ↘2974 | ↗3110 | ↗3111 | ↘3100 | ↘3068 | ↘3034 |
| 2015  | 2016  | 2017  | 2018  | 2019  | 2020  | 2021  |
| ↘2980 | ↘2949 | ↘2894 | ↘2848 | ↘2793 | ↘2754 | ↗3084 |

## Местное самоуправление
Глава городского поселения Махутова Татьяна Николаевна

## Экономика
ОАО «Ново-Орловский ГОК» и ООО «Кварц».